# The Elusive Light and Sound, Vol. 1
The Elusive Light And Sound, Vol. 1 es un álbum recopilatorio del guitarrista estadounidense Steve Vai, lanzado en el año 2002. Contiene la mayoría de las canciones grabadas por Vai para programas de televisión y películas.

## Lista de canciones
1. Celluloid Heroes (Ray Davies)
2. Love Blood
3. Fried Chicken
4. Butler's Bag (Vai, Ry Cooder)
5. Head-Cuttin' Duel (Vai, Ry Cooder)
6. Eugene's Trick Bag
7. Amazing Grace
8. Lousianna Swamp Skank
9. Air Guitar Hell
10. The Reaper
11. Introducing the Wyld Stallions
12. Girls Mature Faster Than Guys
13. The Battle
14. Meet the Reaper
15. Final Guitar Solo
16. The Reaper Rap
17. Drive the Hell Out of Here
18. Get the Hell Out of Here
19. Welcome Pre-Frosh
20. The Dark Hallway
21. The Dead Band Ends
22. The Cause Heads
23. Find the Meat
24. The Ax Will Fall
25. Now We Run(cue)
26. Hey Jack
27. What!
28. Still Running
29. Dead Heads
30. Blow Me Where the Pampers Is
31. Pins and Needles
32. Plug My Ass In
33. Loose Keg Sightings
34. Don't Sweat it
35. How Hidge
36. Beer Beer
37. We're Not Gonna Protest
38. Initiation
39. See Ya Next Year
40. Now We Run